# Madra
Madra (Landeskarte: Mèdra) ist ein Bergdorf auf 1086 Metern über Meer in der Gemeinde Serravalle, im Bezirk Blenio, im Kanton Tessin, in der Schweiz. Früher gehörte es zur ehemaligen Gemeinde Malvaglia.

## Geographie
Madra liegt 5,7 km Luftlinie nordöstlich von Malvaglia im Val Malvaglia, dem Tal des Flusses Orino, eines Zuflusses des Brenno. Oberhalb des Dorfes liegt das Tal Val Mèdra, dessen Alp Pianèzza über eine Transportseilbahn erschlossen ist. Eine Strasse führt nach Malvaglia. Zusammen mit den übrigen Dörfern des Tales ist Madra im Inventar der schützenswerten Ortsbilder der Schweiz ausgewiesen.